# St. Laurentius (Benneckenstein)

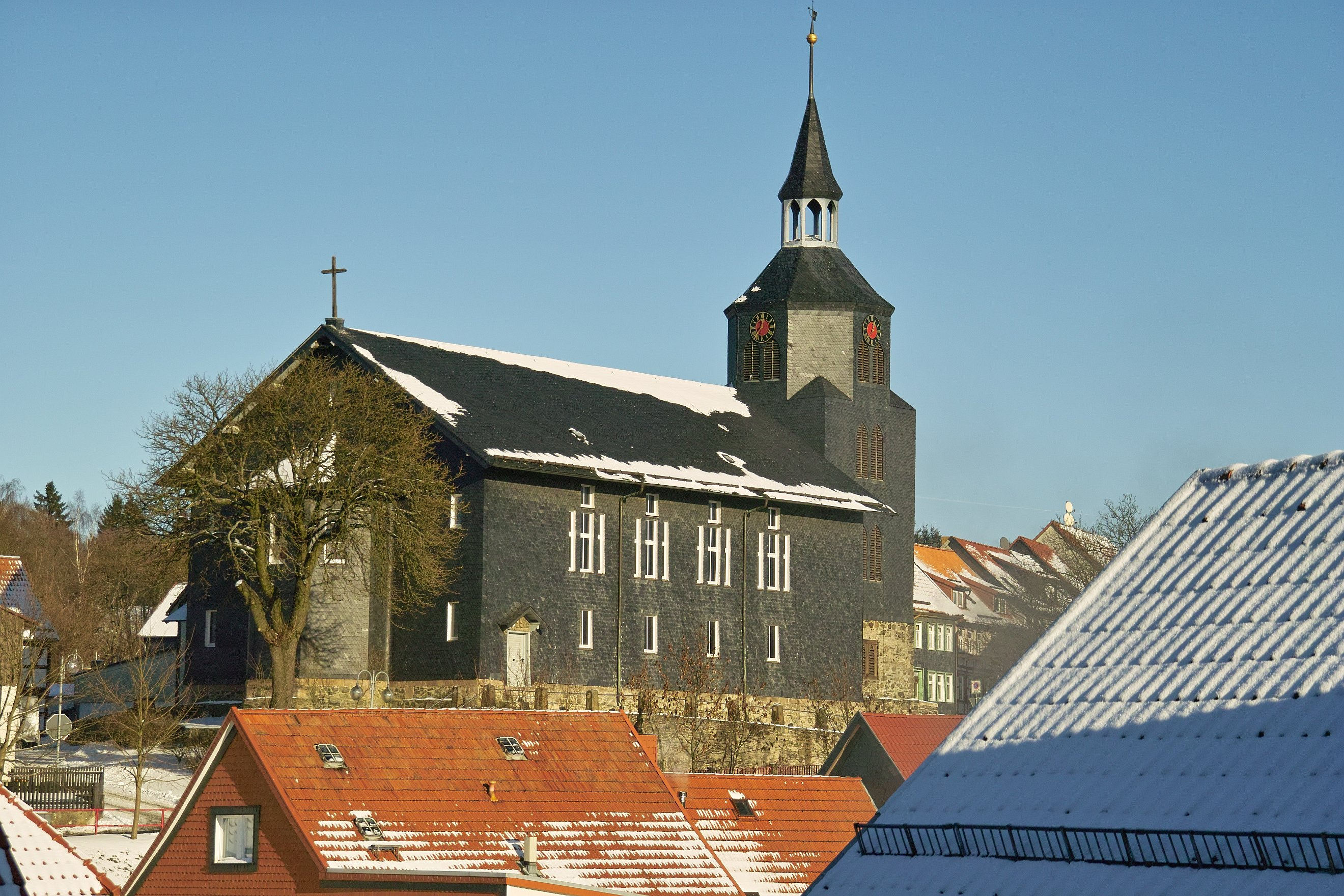
St. Laurentius

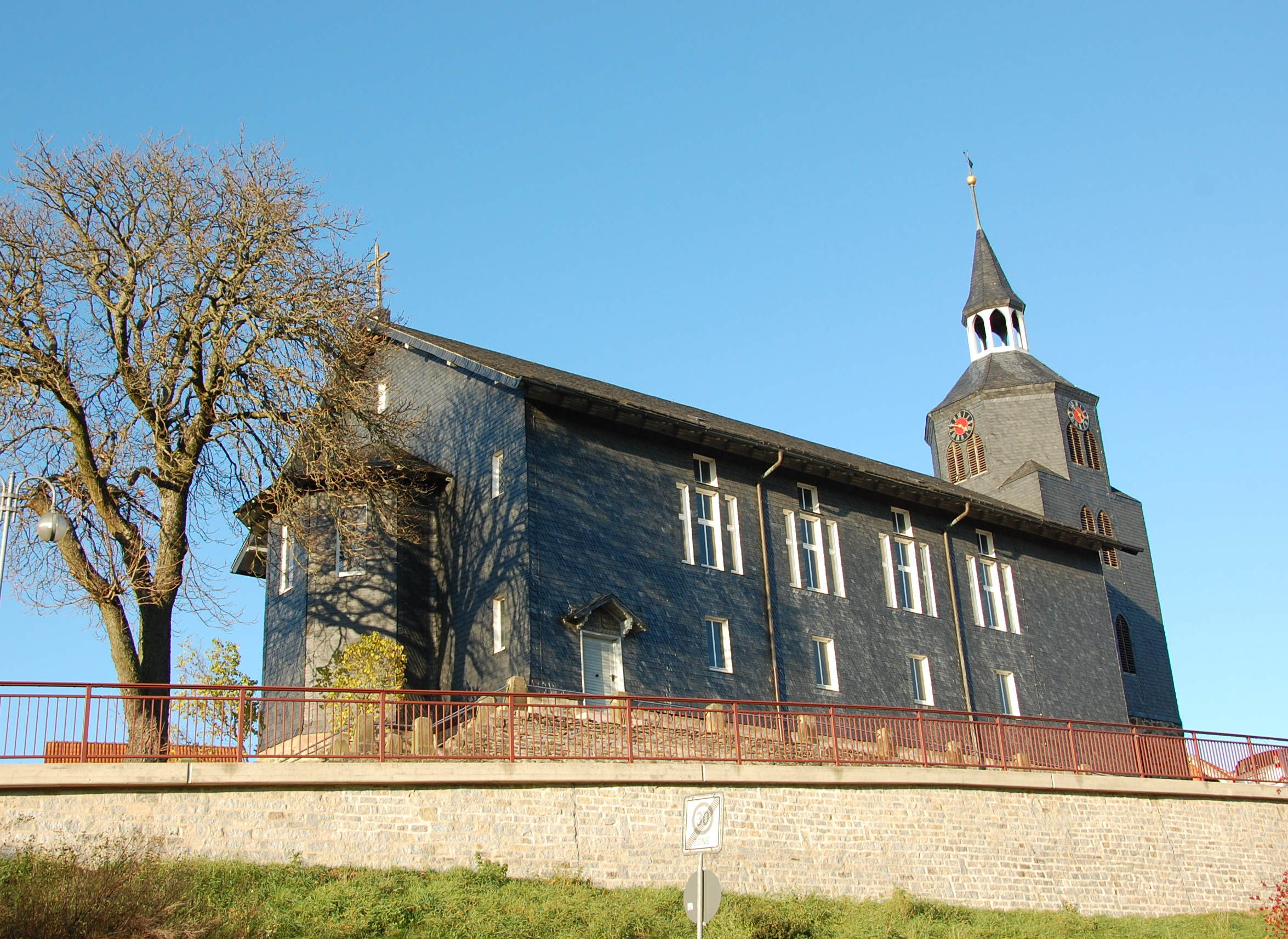
Blick auf die Kirche, 2013

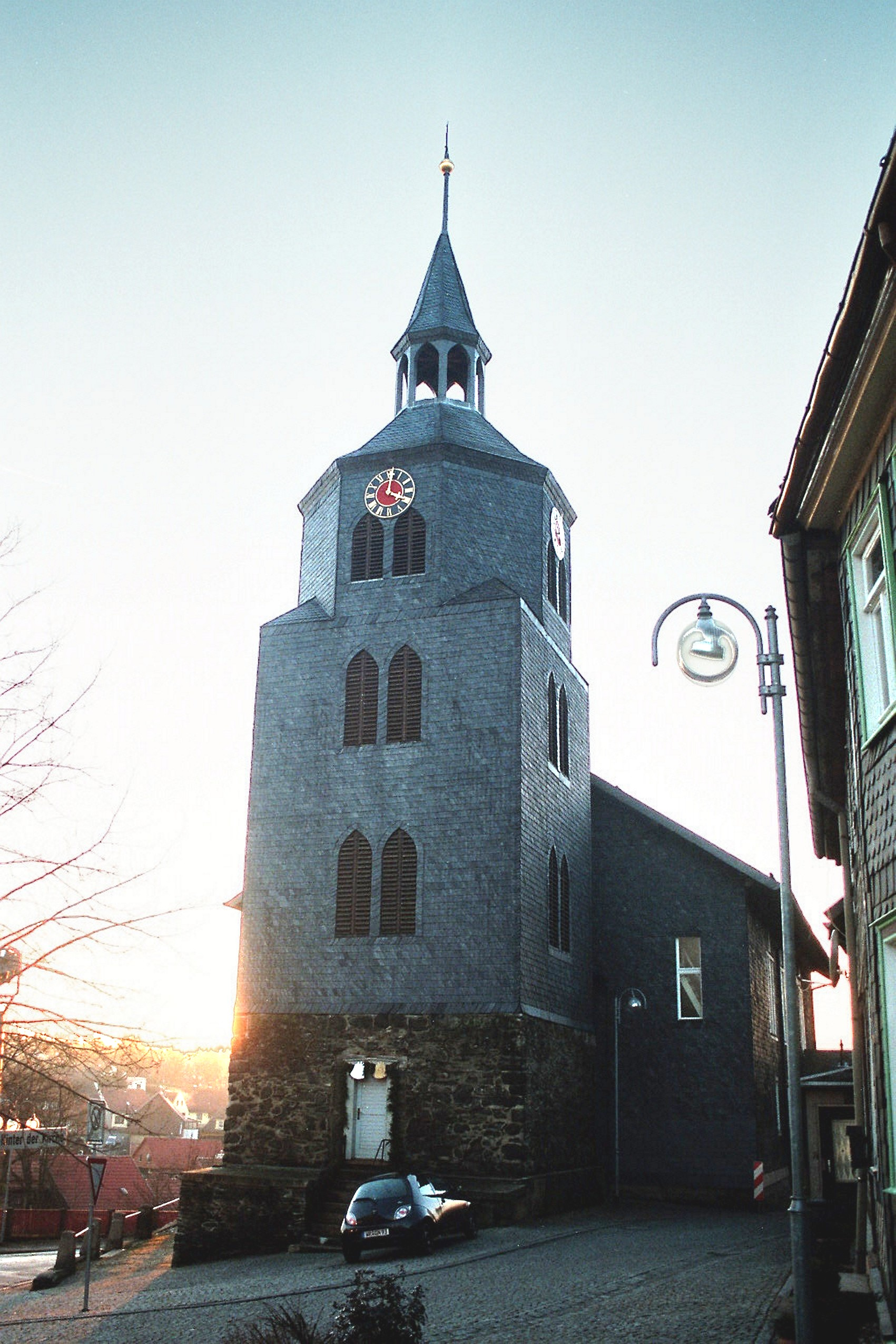
Kirchturm

Die St.-Laurentius-Kirche ist die evangelische Kirche des zur Stadt Oberharz am Brocken gehörenden Orts Benneckenstein im Harz in Sachsen-Anhalt. Die Kirche gehört zum Kirchenkreis Halberstadt der Evangelischen Kirche in Mitteldeutschland.
Die Kirchengemeinde liegt im Bereich des Pfarramtes Elbingerode (Harz).

## Lage
Die Kirche steht auf einer Anhöhe in der Ortsmitte von Benneckenstein (Harz) am Friedrich-Ebert-Platz.

## Architektur und Geschichte
Eine erste Kirche Benneckensteins wurde vermutlich im 15. Jahrhundert von Mönchen des Klosters Walkenried erbaut. Sie befand sich in der Unterstadt etwa an der Stelle, an der sich heute das Denkmal für Andreas Werckmeister befindet. Auch sie war dem Heiligen Laurentius geweiht, der auch als Schutzheiliger der Berg- und Hüttenleute verehrt wird. Im Zuge einer Strafexpedition des kaiserlich-katholischen Feldherren Tilly gegen die Harzschützen wurde die Kirche im Juli 1627 zerstört.
1642 wurde eine neue Kirche eingeweiht, die jedoch bereits 1649 wegen Baufälligkeit wieder abgerissen wurde. Die Gottesdienste wurden daraufhin im Ratskeller durchgeführt.
Der heutige Kirchenbau entstand 1852 nach dreijähriger Bauzeit in Fachwerkbauweise im neogotischen Stil. Die Einweihung erfolgte mit einem Festgottesdienst am 5. September 1852 durch den Generalsuperintendenten Johann Friedrich Möller und Pfarrer Schubart. Die Außenwände sind verschalt und mit Schiefer verkleidet. An der Westseite des Kirchenschiffs befindet sich eine Apsis.
Auf der Ostseite steht ein Kirchturm, der vermutlich bereits aus dem 17. Jahrhundert stammt und der beim Brand von 1627 erhalten geblieben war. Zeitweise diente er als Wohnung für den Mädchenschulmeister. Aufgrund der örtlichen Bebauung entschloss man sich, das Kirchenschiff, entgegen der ursprünglichen Gepflogenheiten, westlich des Turms anzufügen. Die Haube des ursprünglich deutlich niedrigeren Turms entstand im Jahr 1894. Auch der Turm ist mit Schiefer verkleidet. Die Schieferverkleidung wurde von der Firma Johannes Pönitz aus Wernigerode bis 1972 erneuert. 1991 macht sich eine Erneuerung der Stützkonstruktion der einsturzgefährdeten Turmspitze erforderlich, die von der ortsansässigen Firma Wendt ausgeführt wurde. Im Turmknopf wurden dabei 49 Münzen, Orden, Medaillen und Dokumente gefunden. Die älteste Münze stammte von 1638. Neben preußischen fanden sich auch französische Münzen.
Anders als das Kirchenschiff gehörte der Turm mitsamt Sakristei der Stadt. Erst 1935 wurden die Eigentumsverhältnisse zusammengeführt.
Das Innere der Kirche ist als Emporensaal mit klassizistischen Stilelementen gestaltet. Auf der Ostseite ist die 1852 von Adolf Reubke aus Hausneindorf geschaffene zweimanualige Orgel. Sie entsprach den Klangvorstellungen der Romantik. 1940 erfolgte durch die Orgelbaufirma Wiegand Helfenbein aus Gotha eine Umdisponierung im Sinne des Neobarock.
In der Kirche befindet sich auch ein im 17. Jahrhundert geschaffenes Gemälde des Gekreuzigten. Bemerkenswert sind auch zwei Pastoren darstellende Bilder, darunter ein Porträt des Pastors Möhle von Friedrich Kallmeyer. In der Apsis sind farbige 1907 von der Glasmalereianstalt Ferdinand Müller nach Entwürfen des Professor Schultz geschaffene Glasbilder zu sehen. Sie stellen in ihrem Zentrum Christus als Guten Hirten dar. Auf dem Altar stehen zwei siebenarmige Leuchter aus Eichenholz, die in Harzgerode gefertigt wurden.
Das marmorne Taufbecken der Kirche wurde im Jahr 1858 durch Konfirmanden gestiftet. Der durch das Kirchengestühl führende Mittelgang entstand im Jahr 1907, in dem man die Mittelstücke aus den bis dahin durchgehenden Bänken entfernte.
Das im Kirchturm befindliche Geläut besteht aus vier Glocken. Die älteste und zu gleich größte stammt aus dem Jahr 1607 und wurde vom Erfurter Glockengießer Möhring geschaffen. 1927 entstand die kleinste Glocke. Sie wurde zur Erinnerung an den Erfinder und Mäzen der Gemeinde Wilhelm Schmidt gestiftet. Der Guss erfolgte durch die Glockengießerei Schilling aus Apolda.
Im Zweiten Weltkrieg musste die Gemeinde drei Glocken abgeben, wobei eine nach Kriegsende wieder an die Gemeinde zurückgelangte. Die beiden verlorenen mittleren Glocken stammten aus der Benneckensteiner Gießerei Stützer. Um die verlorenen Glocken zu ersetzen, wurden 1956 die zwei in Apolda aus Eisenhartguss gegossenen Glocken angeschafft. 2007 waren die beiden neuen Glocken jedoch bereits stark verrostet. Man schaffte finanziert durch Spenden zwei in Lauchhammer gegossene Bronzeglocken an.
1986 erfolgte durch die Firma Israel eine Renovierung des Innenraums der Kirche, wobei man sich an der ursprünglichen Farbgebung orientierte.
Die Heizung der Kirche bestand aus drei eisernen Öfen und wurde im Jahr 2003 auf eine Fußbodenheizung umgestellt.
Letzter in Benneckenstein auch lebender Pfarrer war Ulrich Stabe. Seit 2014 gehört die Gemeinde zum Pfarramt Elbingerode. Im gleichen Jahr wurde beschlossen, das Pfarrhaus und den Gemeindesaal zu verkaufen. Es ist beabsichtigt die Gemeindearbeit in der Kirche durchzuführen. Unterhalb der Orgelempore ist die Einrichtung eines Mehrzweckraumes mit Küche und Toilette geplant.
Im örtlichen Denkmalverzeichnis ist die Kirche unter der Erfassungsnummer 094 02661 als Baudenkmal verzeichnet.